# Dékány Ágnes (bábművész)
Dékány Ágnes (Pécs, 1956. november 14. –) magyar bábművész, színésznő.

## Életpályája
A pécsi Amatőr Színpadon kezdte pályáját 1976-ban. 1985-től 1992-ig a Pécsi Nemzeti Színház Bóbita Bábszínházának volt tagja. 1979 és 1983 között szerepelt a Pécsi Nyári Színházban a Tettyei Játékszín előadásain a romoknál. Napjainkban a Fantaziart Bábstúdió bábművésze.

## Fontosabb színházi szerepei
- Molière: A fösvény.... szereplő
- Erich Kästner: Május 35.... Konrád
- Rudyard Kipling: Maugli.... Ráksa, farkasanya
- Tor Åge Bringsværd: A hatalmas színrabló.... Keszeg
- Csukás István: Ágacska.... Pösze egér
- Grimm fivérek: Hamupipőke.... Mostoha
- Fazekas Mihály – Dékány András: Lúdas Matyi.... Lúdasné; Kulcsárné
- Hollós R. László: Nagy akarok lenni.... Nyúl
- Bánky Gábor: Álomútvesztő.... Nővér
- Daisy Mrázková – Tömöry Márta – Tolcsvay László: Hahó, Nyuszi!.... Lány
- Pável Vašíček: A  fekete cilinder.... Margó
- Dale Wasserman – Mitch Leight – Joe Darion: La Mancha lovagja.... Házvezetőnő
- Mihail Afanaszjevics Bulgakov: Álszentek összeesküvése.... szereplő
- Leonyid Nyikolajevics Andrejev: Aki a pofonokat kapja.... szereplő